# Педіатрія, акушерство та гінекологія
«Педіатрія, акушерство та гінекологія» — двомісячний науково-практичний журнал Міністерства охорони здоров'я України, Асоціації педіатрів України, Асоціація акушерів-гінекологів України. З 2014 року не виходить.

## Історія
Журнал засновано у жовтні 1936 року як офіційний орган Народного комісаріату охорони здоров'я УРСР та Українського науково-дослідного інституту охорони материнства і дитинства ім. Н. К. Крупської.
Першим головним редактором був лікар С. М. Фрізман.
До складу редакційної колегії журналу у різні часи входили відомі вчені, професори, заслужені лікарі: Семен Шаферштейн, Олександр Лур'є, Олена Хохол, Віра Балабан, Олександр Лазарев, Михайло Голомб, Олександр Пап, Левко Медведь, Григорій Лопатін, Микола Пилипенко, Соломон Каган, Володимир Бєлоусов, Давид Сігалов, Анатолій Ніколаєв, Прокіп Гудзенко, Ганна Доброгаєва, Володимир Єренков, Борис Резнік, Андрій Шуринок, Олена Плескунова, Іван Руднєв та ін.
На шпальтах журналу публікувалися наукові розвідки, висвітлювалися нові методики, апробовувалися дослідження з питань педіатрії, акушерства та гінекології відомих російських і українських вчених, зокрема Олександра Тура, Олександра Киселя, Семена Дулицького, Миколи Фрішмана, Станіслава Кшановського, Леоніда Тимошенка та багатьох інших.